# X-Ray
Gli X-Ray (エックスレイ?), talvolta indicati come X<Ray, sono stati un gruppo heavy metal giapponese, fondato nel 1981 a Osaka e attivo fino al 1986.

## Storia del gruppo
Fondata nel 1981 dal cantante Akira Fujimoto e dal chitarrista Shin Yuasa, nei primi due anni di attività il gruppo andò incontro a un periodo di instabilità della formazione, con numerosi cambiamenti dei componenti. Trovato un punto di stabilità con il reclutamento di Takafumi Usui al basso e Kazuhisa Takahashi alla batteria (quest'ultimo già avviato professionalmente avendo partecipato al progetto solista Tusk of Jaguar di Akira Takasaki), nell'arco di sei mesi il gruppo pubblicò due album in studio intitolati Hard Section e Tradition Breaker, a cui seguirono gli EP Outsider e Hero of Love, pubblicati fra il 1984 e il 1985.
Piuttosto attivi nelle esibizioni dal vivo, negli ultimi mesi del 1984 gli X-Ray subirono un cambiamento nella formazione, con l'avvento del tastierista Takahiro Fujiyama, che suonerà negli album Shout! e Strike Back, divenute le ultime uscite discografiche del gruppo, che cessò l'attività nel febbraio 1986 dopo una serie di concerti che previde anche un'esibizione a Tokyo, registrata nel disco First and Final Live Concert, che diverrà il primo album live del gruppo.

## Formazione

### Ultima
- Akira Fujimoto - voce (1981-1986)
- Shin Yuasa - chitarra (1981-1986)
- Takafumi Usui - basso (1982-1986)
- Kazuhisa Takahashi - batteria (1982-1986)

### Altri membri
- Hiroshi Fujiyama - tastiere  (1984-1985)

## Discografia

### Album studio
- 1983 - Hard Section
- 1984 - Tradition Breaker
- 1984 - Shout!
- 1985 - Strike Back

### Album dal vivo
- 1986 - First and Final Live Concert

### Raccolte
- 1985 - Performance
- 1986 - X-Ray History 1983～1986
- 2002 - X-Ray Twin Very Best Collection
- 2002 - X-Ray Twin Very Best Collection II